# Plecturocebus hoffmannsi
Plecturocebus hoffmannsié uma espécie de Macaco do Novo Mundo, da família Pitheciidae e subfamília Callicebinae. É endêmico do Brasil, ocorrendo ao sul do rio Amazonas, na margem direita do rio Canumã, sendo parapátrico com Callicebus cinerascens (que ocorre na margem esquerda desse rio), margem esquerda do rio Tapajós. É uma espécie bicolor, sendo cinzento na maior parte do corpo, com a parte ventral de cor amarelada ou crema.